# 出目駅
出目駅（いずめえき）は、愛媛県北宇和郡鬼北町出目にある、四国旅客鉄道（JR四国）予土線の駅である。駅番号はG39。

## 歴史
- 1923年（大正12年）12月12日：宇和島鉄道の駅として開業[1]。
- 1933年（昭和8年）8月1日：宇和島鉄道が国有化[1]。
- 1936年（昭和11年）3月1日：省営自動車南予線（近永 - 出目 - 魚成橋間）運輸営業開始[2]。1938年伊予大洲まで延伸[3]。
- 1963年（昭和38年）4月1日：業務委託駅となる（日本交通観光社に委託）[4]。
- 1970年（昭和45年）6月1日：貨物取扱廃止[1]。
- 1971年（昭和46年）11月8日：荷物扱い廃止[1][5]。簡易委託化[6]。
- 1987年（昭和62年）4月1日：国鉄分割民営化によりJR四国に継承[1]。

## 駅構造

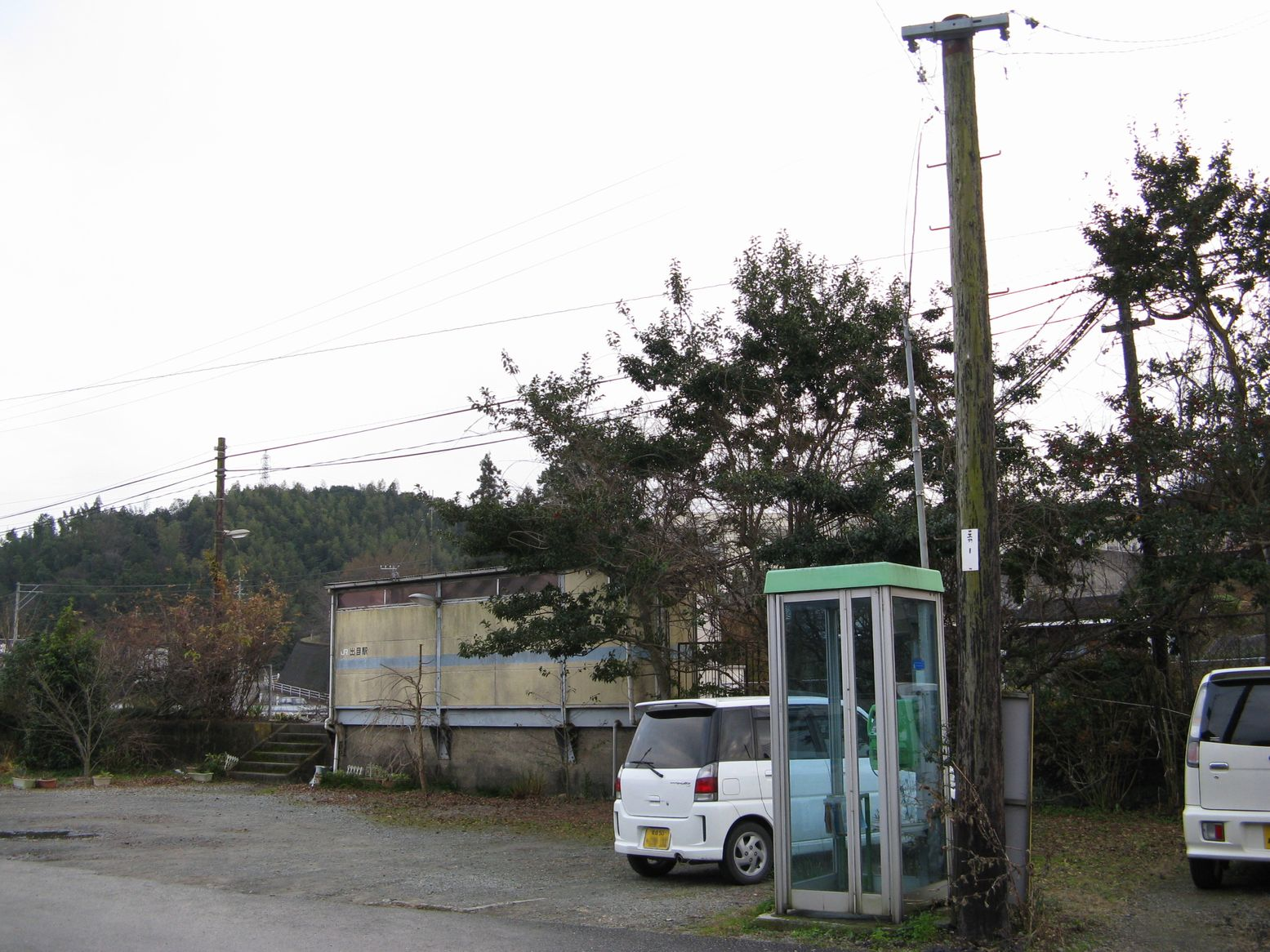
駅前（2008年12月、手前に駅舎の土台跡がかすかに見える）

単式ホーム1面1線を有し深田駅、大内駅などと同じ、JR四国でよく見るタイプの待合室があるだけの地上駅である。駅前には駅舎が撤去された跡が残る。駅前のタクシー営業所が切符の販売を受託している簡易委託駅である。

## 利用状況
1日の平均乗降人員は以下の通り。
| 1日乗降人員推移 | 1日乗降人員推移 |
| 年度            | 1日平均人数     |
| --------------- | --------------- |
| 2011年          | 32              |
| 2012年          | 34              |
| 2013年          | 38              |
| 2014年          | 36              |
| 2015年          | 26              |
| 2016年          | 22              |
| 2017年          | 24              |
| 2018年          | 26              |

## 駅周辺
- 旭川荘南愛媛病院・南愛媛療育センター
- 道の駅広見森の三角ぼうし
- 国道320号
- 国道381号
- 国道441号
- 宇和島自動車「出目」停留所

## 隣の駅
四国旅客鉄道（JR四国）
■予土線
松丸駅 (G38) - 出目駅 (G39) - 近永駅 (G40)